# Особняк П. П. Смирнова
Особняк П. П. Смирнова — жилой дом в стиле модерн, реконструирован в 1901—1905 годах по проекту архитектора Ф. О. Шехтеля. Один из ключевых памятников московского модерна и одна из самых известных построек архитектора Шехтеля. Объект культурного наследия федерального значения.

## История особняка
История дома, известного впоследствии как особняк П. П. Смирнова начинается с упоминания в московских архивах в 1759 году. В то время особняк принадлежал Василию Васильевичу Истлентьеву — ротмистру конной гвардии. С тех пор дом много раз переходил из рук в руки и часто перестраивался. В разное время им владели известные в своё время люди — камергер генерал-поручик Александр Григорьевич Петрово-Соловово, камергер граф Владимир Григорьевич Орлов, коллежский советник Гавриил Петрович Апухтин, камер-юнкерша О. И. Горчакова, камергер и коллежский советник П. А. Базилевский.
Пётр Петрович Смирнов (1868—1910) — директор и старший сын основателя торгового дома «П. А. Смирнов в Москве», приобрёл поместье в 1900 году у потомственного почётного гражданина Н. П. Малютина. Смирнов стал хозяином не только дома, расположенного непосредственно на Тверском бульваре, но и всего домовладения, которое включало ещё несколько строений во дворе.
В 1901 году работу по переделке фасадов, перепланировке и декору помещений, а также создание единого гармоничного архитектурного ансамбля с остальными постройками было поручено гениальному русскому архитектору эпохи модерна и живописцу Федору Осиповичу Шехтелю.
Работы длились 5 лет. Архитектор не уничтожал то, что было в доме до него, а старался переосмыслить это. Шехтель решил оставить причудливое многоуровневое внутреннее устройство дома, но убрал перегородки, соединявшие левый и правый флигели с домом, тем самым увеличив площадь жилых помещений. Под одним фасадом были объединены все пристройки и флигели здания, а за видимой его скромностью спрятан великолепный интерьер в стиле модерн.
Каждый из 8 приёмных залов автор оформил в определённом историческом стиле: «Романский зал», «Египетский зал», «Рокайльная комната», «Греческий зал», «Классический зал», «Кабинет», «Аванзал» и «Будуар». Был сделан большой зимний сад с диковинными растениями и небольшой зверинец. Архитектор активно использовал в своих проектах самые последние технические новшества. В доме были английские батареи, водяное отопление с собственной котельной, приточная вентиляция.
Шехтель не только готовил проект, но и контролировал строительство, лично сдавал объект заказчику. На примере этого дома можно проследить всю эволюцию творчества мастера. Особняк Смирнова по праву считается одной из лучших работ архитектора. Шехтель дважды реконструировал особняк. Второй раз уже после смерти П. П. Смирнова.
В 1906 году Петр Смирнов сдал дом под клуб Московского дворянского собрания. В то время, как и планировали, в особняке открыли ресторан, проводили концерты, устраивали благотворительные аукционы. Учитывая тот факт, что Тверской бульвар оставался единственным бульваром города на протяжении всего XIX века, особняк всегда оставался в центре внимания московской общественной жизни.
Петр Смирнов умер в 1910-м году. Через несколько лет после смерти его жена Евгения Смирнова продала особняк. С тех пор и до революции в нём располагалось Московское судебное управление.

## Послереволюционная история
Начиная с 1922 года в здании заседал Революционный военный трибунал. Затем сюда перебралась столичная прокуратура. Тем самым для рядовых жителей Москвы и её гостей вход в историко-архитектурный памятник был закрыт на многие десятилетия.
В 1990 году большую часть усадьбы отдали Пенсионному фонду Российской Федерации. Сейчас же он занимает правое крыло здания и помещения во дворе, так как в 1994 году часть особняка отдали компании грамзаписи «Мелодия».
В 2006 году особняк Смирнова был реставрирован. Во время работ, реставраторы пытались максимально сохранить историческую структуру здания, за что проект был признан лучшим реставрационным проектом Москвы. В настоящее время здесь проводятся различные торжества и деловые мероприятия и носит особняк имя «Дом Смирнова».

## Архитектура и оформление

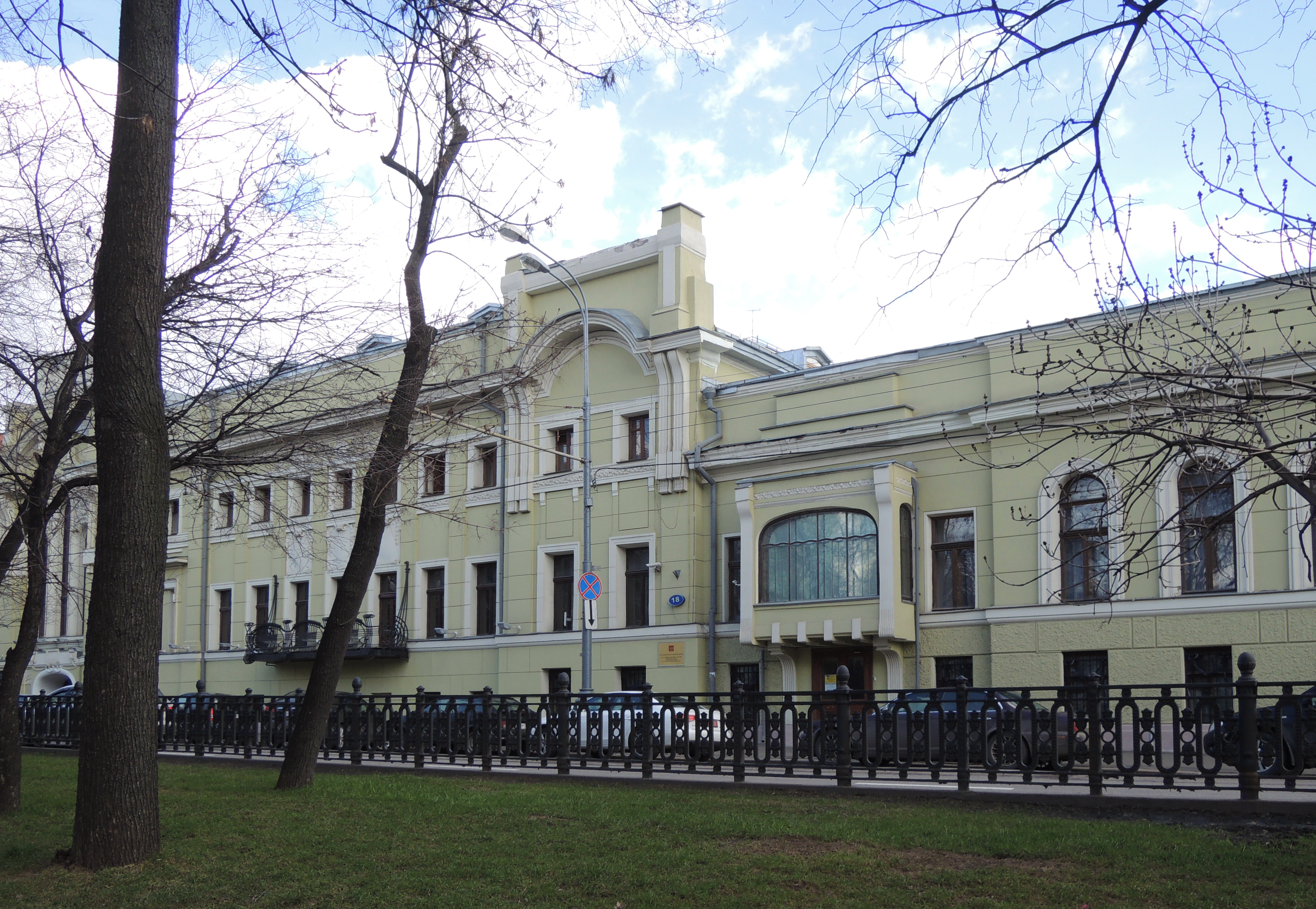
Вид протяженного фасада со стороны Тверского бульвара

Особняк П. П. Смирнова расположен в центре Тверского бульвара, который, к тому времени, все ещё оставался единственным бульваром Москвы и куда съезжались дворяне на «променад», стекались толпы праздных жителей, здесь всегда было людно и весело. Необходимо было обновить его в соответствии с веяниями архитектурной моды того времени.
Шехтель блестяще справился с этой задачей. Дом стал украшением бульвара и выделялся на фоне остальной застройки. Особое внимание привлекает центральная часть особняка. Это высокий аттик с вытянутыми витражными окнами и картушем с монограммой владельца. Чтобы уравновесить асимметричный фасад, Шехтель добавляет выносные эркеры, большой кружевной кованый балкон. Балкон декоративный. Он примыкает к фасаду, не соединяясь с внутренними помещениями и создает впечатление цельности и гармонии.
На первый взгляд может показаться, что в доме только 2 этажа, на самом же деле их 4. Первый этаж особняка стал подвалом вследствие того, что культурный слой Тверского бульвара вырос на 70 см. Здесь расположены хозяйственные помещения. Второй — анфилада парадных залов, каждый из которых выполнен в уникальном историческом стиле. Все комнаты, кроме Египетского зала, расположены вдоль фасада, окна которого выходят прямо на Тверской бульвар. На третьем этаже находились спальни хозяев и прислуги. Четвёртым этажом считается мансарда, построенная в 90-х годах прошлого века. Работы выполнены так искусно, что она абсолютно не видна со стороны Тверского бульвара.
В северный парадный вестибюль, находящемся гораздо ниже уровня бульвара, спускается белая мраморная лестница с, так называемыми, «волютами» (повторяющие форму волны декоративные завитки). К верху лестница сужается и расходится: левая её часть ведет в Готический кабинет, а правая сворачивает во внутренней помещение. Эти элементы здания сохранены в их первоначальном виде — такими, какими их построили в начале XVIII века.
Готический кабинет отделён от анфилады залов. Это небольшая по размерам комната, выполнена в венецианском модерне. Оригинальные накладные балки на потолке из мореного дуба были очищены от слоев советской краски и реставрированы. Паркет восстановить не удалось, его воссоздали по фотографиям начала XIX века, как и все остальные детали в интерьере особняка, за исключением мебели.
Будуар или Малая гостиная — расположена по соседству. В верхней части ведущих в эту комнату дубовых дверей продублирован рисунок фасада особняка. Камин из розового мрамора ещё Шехтелем проектировался как декоративный. Вообще, почти все камины дома — декоративные, так как в усадьбе сделано паровое отопление. Потолок декорирован в углах розами и листьями, — характерная черта модерна.
Романская гостиная — один из самых изысканных интерьеров особняка. Стены гостиной обшиты мореным дубом, оконные рамы и подоконники в этом зале так же выполнены этого дерева. Дубовая винтовая лестница спускается вниз в хозяйственные помещения. В высоту гостиная занимает 2 этажа. Зал выполнен в коричневых и зеленых тонах. Витраж высокого окна, выходящего на Тверской, с изображение виноградной лозы, приглушая свет, создает ощущение таинственности и загадочности. Одно из украшений зала — великолепная люстра, выполненная в «югенстиле» (так назывался модерн в Швеции, Финляндии и Германии). Люстра трофейная. Её привез из Германии военный прокурор Москвы. Но она настолько гармонично вписалась в интерьер, что кажется была здесь всегда.
Греческая гостиная или Аванзал — небольшое помещение с лестницей, соединяющей разные уровни особняка, и нишей на месте входа на главную западную лестницу. В начале XIX века гости использовали именно эту лестницу, а не северную. Помещение светлое. Его украшает две ионические колонны, сделаны из темно-красного мрамора. Античный лепной фриз под потолком украшает комнату по всему периметру.
Розовый зал или Рокайльная комната. Этот зал выдержан в розовых тонах. Основное её украшение — потолок с лепным точечным плафоном и лепниной в рокайльном стиле в виде крупных завитков и «декадентских дам», сидящих на них. Потолок этой комнаты — один из лучших примеров новаторского освещения, которое использовал Шехтель в своих интерьерах. В наше время подобное освещение называется точечным. Причем освещение было электрическим — новинка для того времени. Впоследствии встроенные светильники в интерьере стали одной из визитных карточек Шехтеля.
Классический зал — второй по величине зал анфилады. Комната исполнена в стиле позднего ренессанса, выдержана в темно-зелёной гамме. Потолок декорирован плоским барельефом на морскую тематику: фантастическими существами, вышедшими из морских вод, нимфами, сиренами. Камин из темно-зелёного мрамора украшает зеркало в лепном обрамлении.
Египетский зал не является частью анфилады, он выходит на внутренний двор. Зал изначально был задуман как место приемов и танцевальный зал. Две египетские колоны с изображением сфинкса, отделяют основную часть зала от коридора. На месте колон до шехтелевской реконструкции была стена, а само помещение было флигелем. Зал оформлен в бежево-золотых оттенках. Стены украшены группами вертикальных полос с иероглифами между ними. В центре потолка плафон в виде символического изображения Ра — бога Солнца Древнего Египта. При ремонте кровли над Египетским залом реставраторы обнаружили старую вентиляцию. Оказалось, что светильник был несколько опущен от купола плафона и выполнял две функции — был источником света и закрывал вентиляционное отверстие. Это было удачной дизайнерской находкой и одновременно решением вопроса с вентиляцией, что было очень актуально для танцевального зала.